# Rennrodelbahn Oberhof
Koordinaten: 50° 42′ 48″ N, 10° 42′ 34″ O
Die Rennrodelbahn Oberhof (Sponsorenbezeichnung seit 2020: LOTTO Thüringen Eisarena Oberhof) ist eine Kunsteisbahn für den Rennrodel-, Skeleton- und Bobsport bei Oberhof in Thüringen. Sie wurde als weltweit zweite künstlich vereisbare Rodelbahn von 1969 bis 1970 erbaut und 1971 eingeweiht. Ihre Gesamtlänge beträgt nach mehreren Umbauten 1354,5 Meter bei fünfzehn Kurven (Wettkampflänge 1069,70 Meter und vierzehn Kurven). Aufgrund der hohen Geschwindigkeit und der kurzen Abfolge von engen Kurven gilt die Bahn als technisch schwierig. In den Jahren 1973, 1985 und 2008 wurden auf dieser Bahn die Rennrodel-Weltmeisterschaften ausgerichtet. Für die Weltmeisterschaften 2023 wurde die Kunsteisbahn zum vierten Mal für diese Titelkämpfe ausgewählt. Auf ihr finden Rennrodel-Weltcups statt, jedoch keine Bob- und Skeleton-Weltcups, weil die für den Bobsport nötige Anschubstrecke fehlt. Sie ist auch für den Tourismus ein Anziehungspunkt, da sie mit Gästebobs befahrbar ist. Hierbei kam es im Februar 2023 zu einem Unfall. Die Bahn wird regelmäßig von verschiedenen Nationalmannschaften einschließlich der deutschen Rennrodler und Bobfahrer als Trainingsbahn benutzt.

## Lage

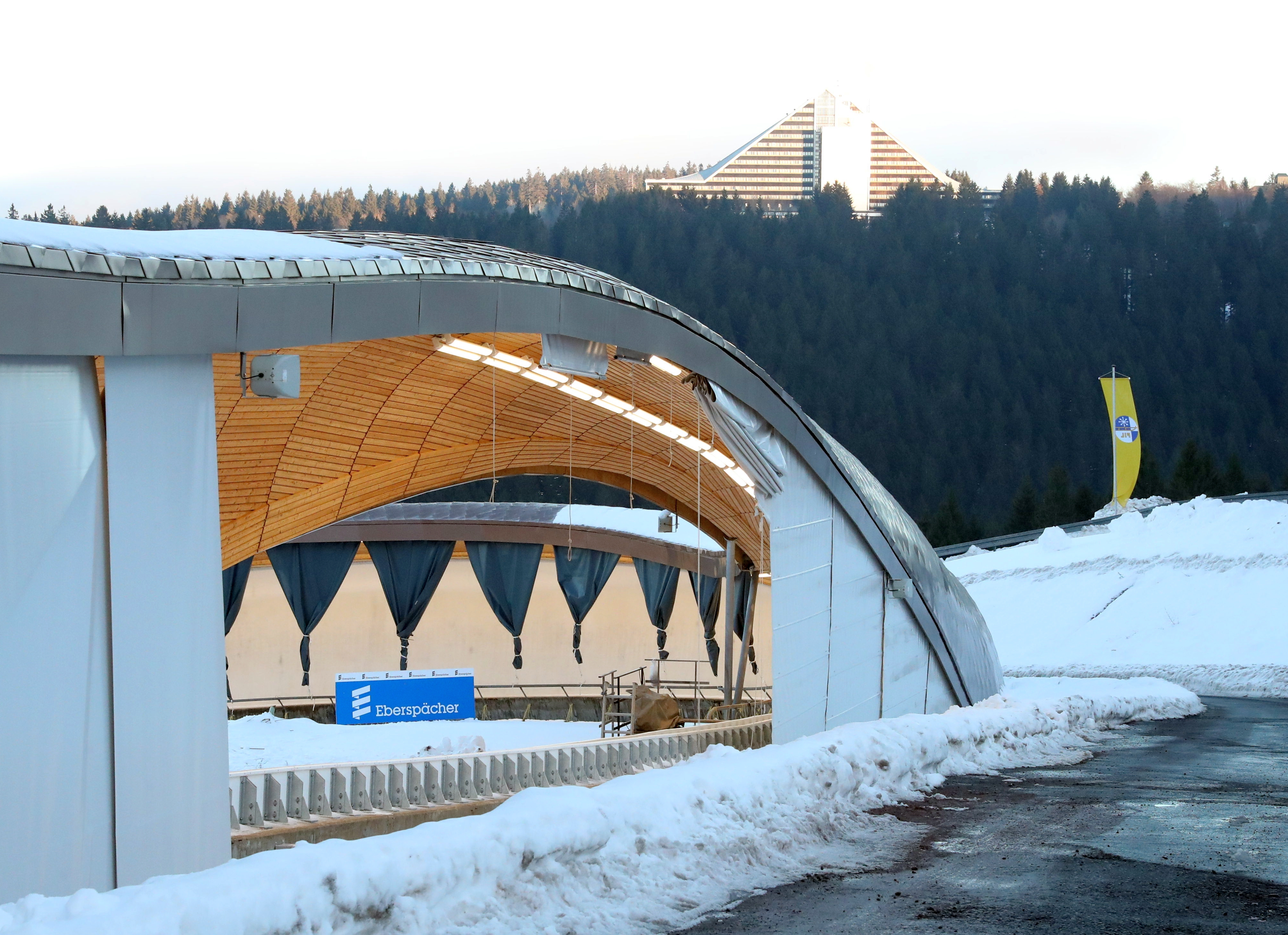
Die Bahn liegt in Sichtweite zum Hotel Panorama

Die Rodelbahn befindet sich etwa 1,5 Kilometer nordwestlich von Oberhof am nördlichen Hang des 903,8 Meter hohen Schützenbergs an den Fallbächen und an der Landesstraße 128 von Oberhof nach Steinbach-Hallenberg und etwa einen Kilometer zum Grenzadler mit der Lotto Thüringen Arena am Rennsteig. Der Startbereich der Bahn liegt direkt an der Straße nach Steinbach-Hallenberg, der Zielbereich in der Nähe des Oberen Schweizer Hofes, des ehemaligen Gästehauses des Politbüros der SED. In der Nähe des Zieles befindet sich die Talstation der Zweier-Seilbahn Fallbachlift, die über die Rodelbahn zur Bergstation verläuft. Die Rodelbahn liegt etwa 800 Meter über Normalhöhennull und ist durch ihre zentrale Lage im Thüringer Wald im Winter relativ nebelanfällig.

## Beschreibung
Die Rodelbahn ist eine Sportanlage des Leistungszentrums Oberhof des Olympiastützpunktes Thüringen, des Zentrums der Wintersport-Nachwuchsförderung in Thüringen und steht Spitzen- und Nachwuchssportlern der dort stationierten Sportfördergruppe der Bundeswehr und dem Sportgymnasium zur Verfügung. Die Bahn dient Rennrodlern und Bobfahrern aus allen Ländern zum Fahrtraining und für die Durchführung von Wettbewerben. Sie wurde als reine Rennrodelbahn konzipiert und verfügt deswegen nicht über die übliche Anschubstrecke für den Bobsport. Aufgrund der kurz hintereinander liegenden engen Kurven gilt die Bahn als technisch anspruchsvoll und als eine der schwierigsten weltweit. Im Gegensatz zu den meisten anderen Rodelbahnen hat sie keine langen Gleitpassagen, sondern die Kurven gehen ineinander über. Seit der Eröffnung musste die Bahn mehrfach durch Umbau an die zunehmenden Geschwindigkeiten angepasst werden, indem teilweise Kurven verlagert und aufgeweitet wurden.

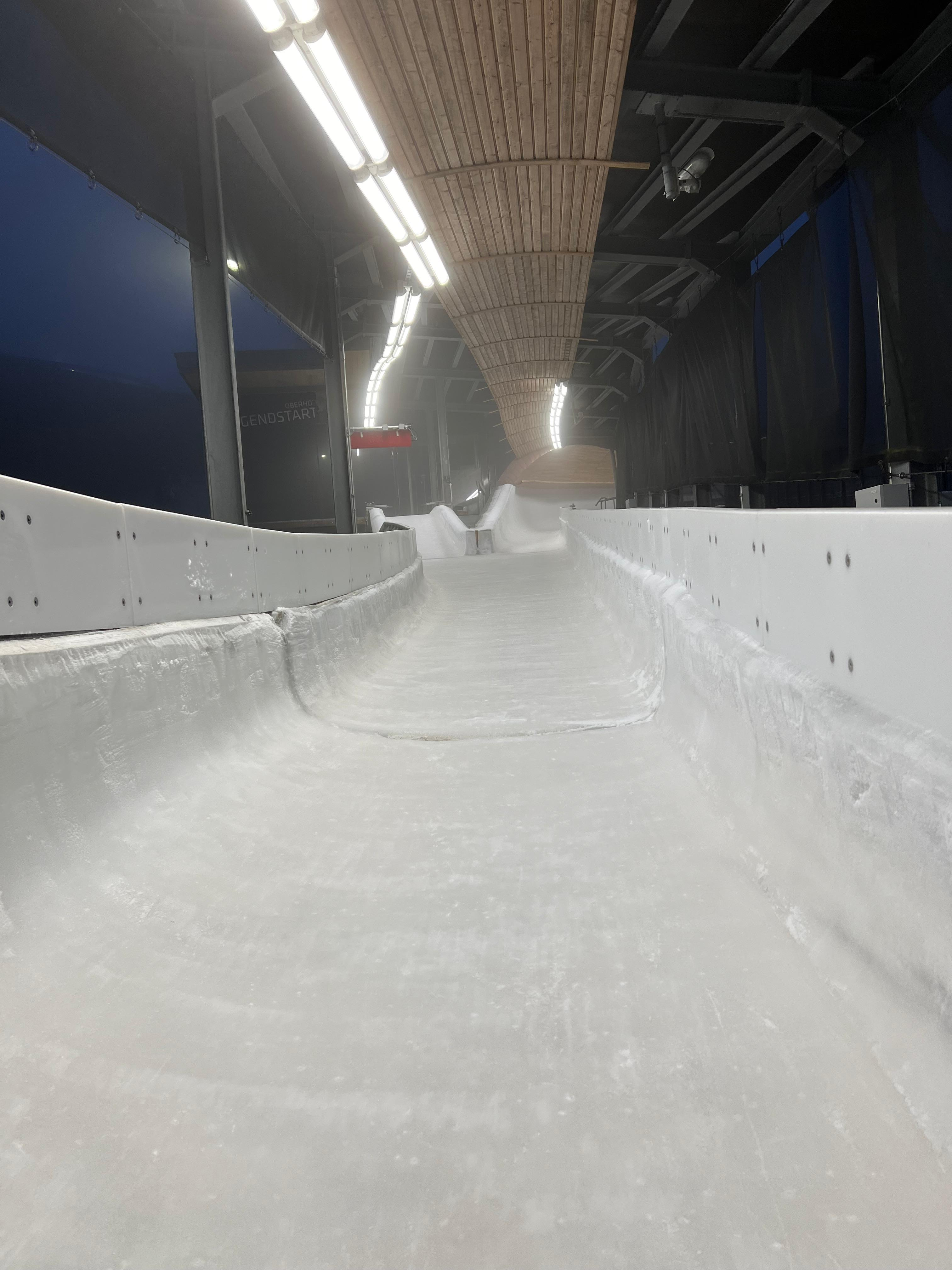
Jugendstart und Kurve 7

Wettkampfmäßig wird sie nur für Rennrodeln und Skeleton genutzt. Internationale Bobrennen finden nur bei Einladungsveranstaltungen wie dem Hoppe-Challenge-Cup statt. Die Bahnbetreiber bieten Sommerbobfahren und im Winter Gästebobfahrten an, bei denen die Bobs von erfahrenen Bobfahrern gelenkt werden.
Die Bahn wird im Oktober künstlich vereist und dann durch Kühlung bis zum Ende der Wintersportsaison erhalten. Dazu wird durch die in der Bahn verlaufenden Kühlrohre Ammoniak gepumpt, das dem Beton die Wärme entzieht. Aufgesprühtes Wasser gefriert auf dem unterkühlten Beton sofort zu Eis, das nach der Präparierung bis zum Frühjahr hält. Trainingsbetrieb findet auf der Bahn bis zu Außentemperaturen von 18 Grad Celsius statt. Seit dem Jahre 2001 hat die Rodelbahn im Zielbereich eine spezielle Startanlage, auf der die Sportler den Rodel- und Bobstart trainieren können. Die Bahn wird bei starker Sonneneinstrahlung mit Sonnensegeln abgedeckt, um das Schmelzen des Eises zu verhindern. Die Segel schützen auch vor Niederschlägen.

### Bahndaten
Die Rodelbahn überwindet einen Höhenunterschied von beinahe 100 Metern. Der Herrenstart befindet sich auf 831,50 Meter über Normalnull und das Ziel auf 735,13 Meter. Das durchschnittliche Gefälle beträgt 9,2 Prozent. Bei der größten Wettkampflänge sind vierzehn Kurven zu befahren. Beim letzten Umbau im Jahre 2006 wurde eine weitere Kurve 15 hinter dem Zielbereich als Auslauf angefügt. Die gefahrene Zeit wird jedoch bereits nach der Kurve 14 gemessen. Die Kurven sind mit einem Radius zwischen zwölf und etwa zwanzig Metern mit Ausnahme der Kurve 9 (Radius 30 Meter) sehr eng. Auf der Bahn werden Höchstgeschwindigkeiten bis zu 120 Kilometer pro Stunde erreicht.
Je nach Sportart und Geschlecht gibt es mehrere Startpositionen. Das oberste Starthäuschen, der Herrenstart, wird für Rodeln, Skeleton und Bob benutzt. Bahnabwärts folgt vor Kurve 4 der Damenstart. Dieser dient dem Rodeln und Skeleton der Frauen und dem Männerdoppel. Der Juniorenstart mündet bei Kurve 8 in die Bahn, der Pionierstart für die jüngsten Fahrer vor Kurve 12. Die Rodelbahn hat seit ihrem letzten Umbau im Jahre 2006 eine Gesamtlänge von 1354,50 Metern, wobei die maximale Wettkampflänge (Herrenstart) 1069,70 Meter beträgt. Beim Damenstart beträgt die Wettkampflänge 945,60 Meter. Zwischen den beiden Umbauphasen 1996 und 2006 betrug die Gesamtlänge der Bahn 1235,00 Meter bei einer Wettkampflänge beim Herrenstart von 1063,50, beim Damenstart von 930,40 und beim Jugendstart von 665,40 Metern. Von der Eröffnung 1971 bis zum ersten Umbau 1996 war die Gesamtlänge der Bahn 1113,11 Meter (Wettkampflänge vom Herrenstart 1032,89 Meter und vom Damenstart 930,40 Meter).

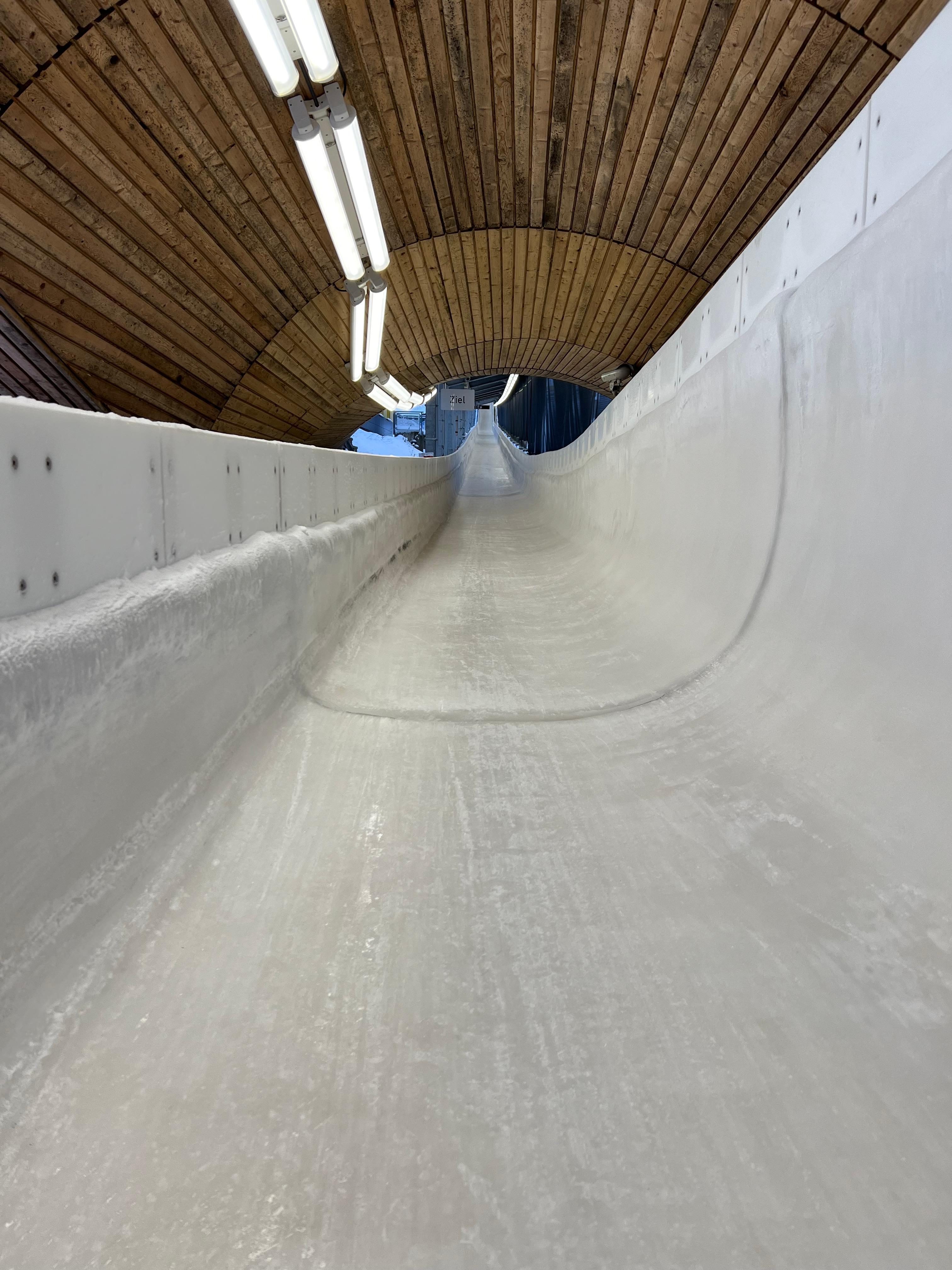
Ausfahrt Kurve 14 und Zielstrich

Die Startanlage für den Bob-Start ist insgesamt 117 Meter lang, die Anfahrtsstrecke hat eine Länge von 32 Metern mit einem Gefälle von zwei Prozent. Das Mittelstück ist 40 Meter lang und hat ein Gefälle von sieben Prozent, der Auslauf ist 45 Meter lang bei einer Steigung von 20 Prozent. Für das Rennrodeln beträgt die Gesamtlänge 77 Meter, die Anfahrtsstrecke ist 16,25 Meter lang bei einem Gefälle von 26,8 Prozent. Das 15 Meter lange Mittelstück hat kein Gefälle, der Auslauf ist 42 Meter lang bei einer Steigung von sieben  Prozent.

### Liste der Rekorde
Die Bahn wurde 1996, 2006 und von 2020 bis 2022 umgebaut, wobei sich jeweils die Bahnlänge änderte. Nach jedem Umbau gab es neue Bahnrekorde. Aufgeführt ist auch der erste Bahnrekord. Eine weitere Liste nennt die Startrekorde.

#### Bahnrekorde
| Rodeln Männer                             | Rodeln Frauen                               | Rodeln Doppelsitzer M                                   | Rodeln Doppelsitzer F                                          | Rodeln Teamstaffel | Zweierbob                                             |
| Bahnrekorde bis 1996 (erster und letzter) | Bahnrekorde bis 1996 (erster und letzter)   | Bahnrekorde bis 1996 (erster und letzter)               | Bahnrekorde bis 1996 (erster und letzter)                      | Bahnrekorde bis 1996 (erster und letzter)                                                                                             | Bahnrekorde bis 1996 (erster und letzter)             |
| ----------------------------------------- | ------------------------------------------- | ------------------------------------------------------- | -------------------------------------------------------------- | --- | ----------------------------------------------------- |
| 49,751 Sekunden – 1971 Wolfgang Scheidel  | 46,185 Sekunden – 1971 Ute Rührold          | 46,172 Sekunden – 1971 Horst Hörnlein / Reinhard Bredow | –                                                              | – | 48,80 Sekunden – 1974 Horst Schönau / Horst Bernhardt |
| 44,283 Sekunden – 1987 Jens Müller        | 41,289 Sekunden – 1989 Gabriele Kohlisch    | 41,434 Sekunden – 1994 Stefan Krauße / Jan Behrendt     | –                                                              | – | 44,62 Sekunden – 1989 Wolfgang Hoppe / Bogdan Musiol  |
| Bahnrekorde 1996 bis 2006                 |                                             |                                                         |                                                                | |                                                       |
| 44,129 Sekunden – 1998 Georg Hackl        | 41,206 Sekunden – 2006 Silke Kraushaar      | 41,111 Sekunden – 2006 Christian Oberstolz / Gruber     | –                                                              | – |                                                       |
| Bahnrekorde 2006 bis 2020                 |                                             |                                                         |                                                                | |                                                       |
| 42,714 Sekunden – 2018 Felix Loch         | 41,074 Sekunden – 2018 Natalie Geisenberger | 40,630 Sekunden – 2019 Toni Eggert / Sascha Benecken    | –                                                              | 2:20,952 Minuten – 2018 DeutschlandDajana Eitberger Felix Loch Toni Eggert / Sascha Benecken                                          |                                                       |
| Bahnrekorde Saison 2020/21                |                                             |                                                         |                                                                | |                                                       |
| 42,673 Sekunden – 2021 Felix Loch         | 41,009 Sekunden – 2021 Natalie Geisenberger | 40,792 Sekunden – 2021 Thomas Steu / Lorenz Koller      | –                                                              | 2:23,648 Minuten – 2020 DeutschlandDajana Eitberger Felix Loch Toni Eggert / Sascha Benecken                                          |                                                       |
| Bahnrekorde seit 2021                     |                                             |                                                         |                                                                | |                                                       |
| 42,515 Sekunden – 2022 Johannes Ludwig    | 41,901 Sekunden – 2022 Natalie Maag         | 41,320 Sekunden – 2022 Toni Eggert / Sascha Benecken    | 43,049 Sekunden – 2024 Jessica Degenhardt / Cheyenne Rosenthal | 3:12,942 Minuten – 2024 DeutschlandMerle Fräbel Hannes Orlamünder / Paul Gubitz Max Langenhan Jessica Degenhardt / Cheyenne Rosenthal |                                                       |

#### Startrekorde im Rennrodeln
| Einsitzer Männer                      | Einsitzer Frauen                     | Doppelsitzer Männer                                       | Doppelsitzer Frauen                                           |
| Startrekorde bis 2020                 | Startrekorde bis 2020                | Startrekorde bis 2020                                     | Startrekorde bis 2020                                         |
| ------------------------------------- | ------------------------------------ | --------------------------------------------------------- | ------------------------------------------------------------- |
| 7,088 Sekunden – 2014 Andi Langenhan  | 6,723 Sekunden – 2017 Tatjana Hüfner | 6,549 Sekunden – 2016 Tobias Wendl / Tobias Arlt          |                                                               |
| Startrekorde Saison 2020/21           |                                      |                                                           |                                                               |
| 7,126 Sekunden – 2021 Felix Loch      | 6,795 Sekunden – 2021 Madeleine Egle | 6,522 Sekunden – 2021 Ludwig Rieder / Patrick Rastner     |                                                               |
| Startrekorde seit 2021                |                                      |                                                           |                                                               |
| 7,084 Sekunden – 2022 Moritz Bollmann | 7,549 Sekunden – 2022 Anna Berreiter | 7,270 Sekunden – 2022 Emanuel Rieder / Simon Kainzwaldner | 7,690 Sekunden – 2024 Jessica Degenhardt / Cheyenne Rosenthal |

## Geschichte

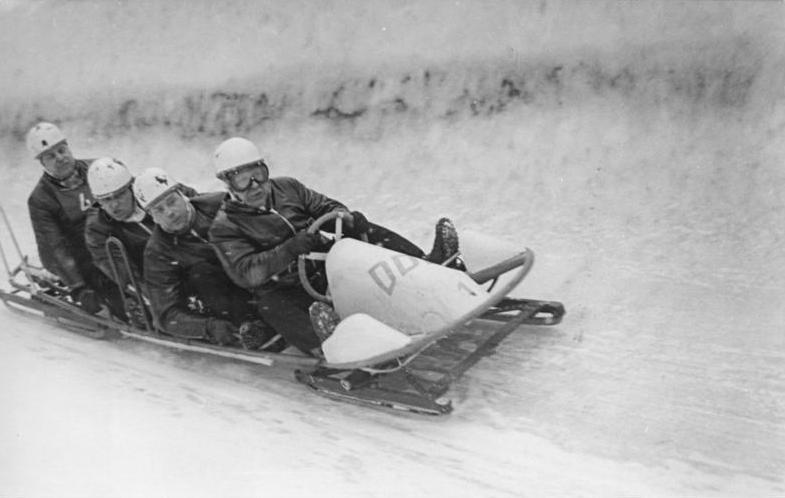
Alte Bobbahn Oberhof;
1953, mit den Fahrern Erich Hansen, Kirchner, Feist, Schelter

In Oberhof gab es bereits 1905 die erste Bobbahn. Die Wadebergbobbahn wurde im Jahre 1908 mit einer Länge von 1908 Metern, einem maximalen Gefälle von zwölf Prozent und einem durchschnittlichen Gefälle von neun Prozent in Betrieb genommen. Die Bahn hatte als erste in Deutschland einen elektrischen Schlitten- und Personenaufzug und eine elektrische Zeitnahme. Im Laufe der Zeit wurden in Oberhof mehrere Rodel- und Bobbahnen gebaut, so dass die Bahnen gleichzeitig von verschiedenen Vereinen genutzt werden konnten. Oberhof war das Zentrum im Renn- und Bobsport in Deutschland. Auf der Wadebergbobbahn fanden im Jahre 1931 die Bobweltmeisterschaften im Zweierbob statt. Die Rennen auf dieser Bahn, wie zum Beispiel zahlreiche Deutsche Meisterschaften, zogen teilweise bis zu 40.000 Besucher an.

### Planung

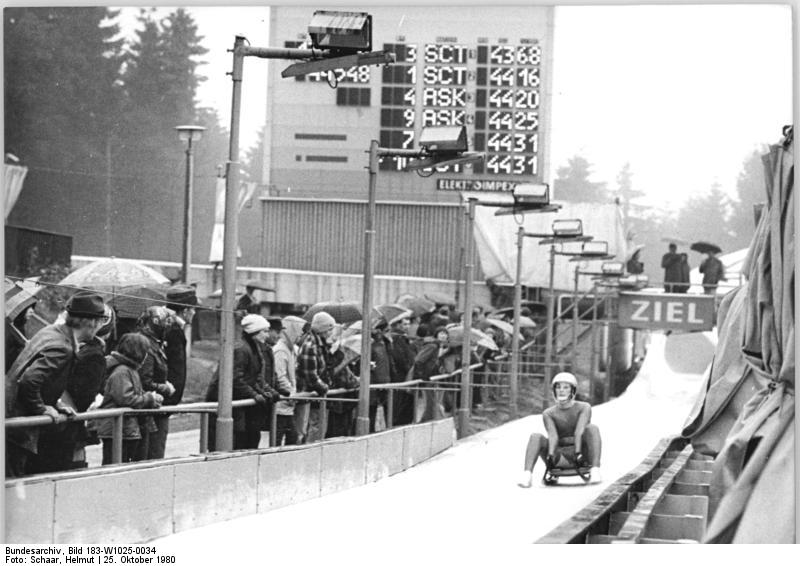
Zieleinfahrt 1980

Ende der 1960er Jahre war die Bobbahn am Wadeberg nicht mehr zeitgemäß, die anderen Bahnen waren bereits früher stillgelegt worden. Die Vorbereitung der Bahn war in jedem Winter mit einem hohen Aufwand verbunden. Wärmeeinbrüche über einen längeren Zeitraum verhinderten häufig die Durchführung geplanter Wettbewerbe. Damit haben alle Bahnen der Welt Probleme, wenn sie nicht, wie beispielsweise St. Moritz, auf großer Höhe liegen. Im Berchtesgadener Land am Königssee wurde 1969 mit der Kunsteisbahn Königssee die erste künstlich zu vereisende Rodelbahn der Welt errichtet. In Oberhof reiften Pläne, auch dort eine Bahn künstlich zu vereisen, um sie wetterunabhängig zu machen. Am 8. April 1969 beschloss das Politbüro des Zentralkomitees der Sozialistischen Einheitspartei Deutschlands (SED) die Entwicklung des Leistungssports bis zu den Olympischen Winterspielen 1972 in Sapporo in allen Sportarten. Um den Sportlern bestmögliche Trainingsbedingungen für das bevorstehende Großereignis zu bieten, wurde der Bau einer Kunsteisbahn beschlossen. Vorgesehen waren eine natürlich zu vereisende Rennschlittenbahn in Oberwiesenthal und eine künstlich zu vereisende Bahn in Oberhof, dem Zentrum des Wintersports in der DDR. Hierbei spielten die Kosten nur eine untergeordnete Rolle.

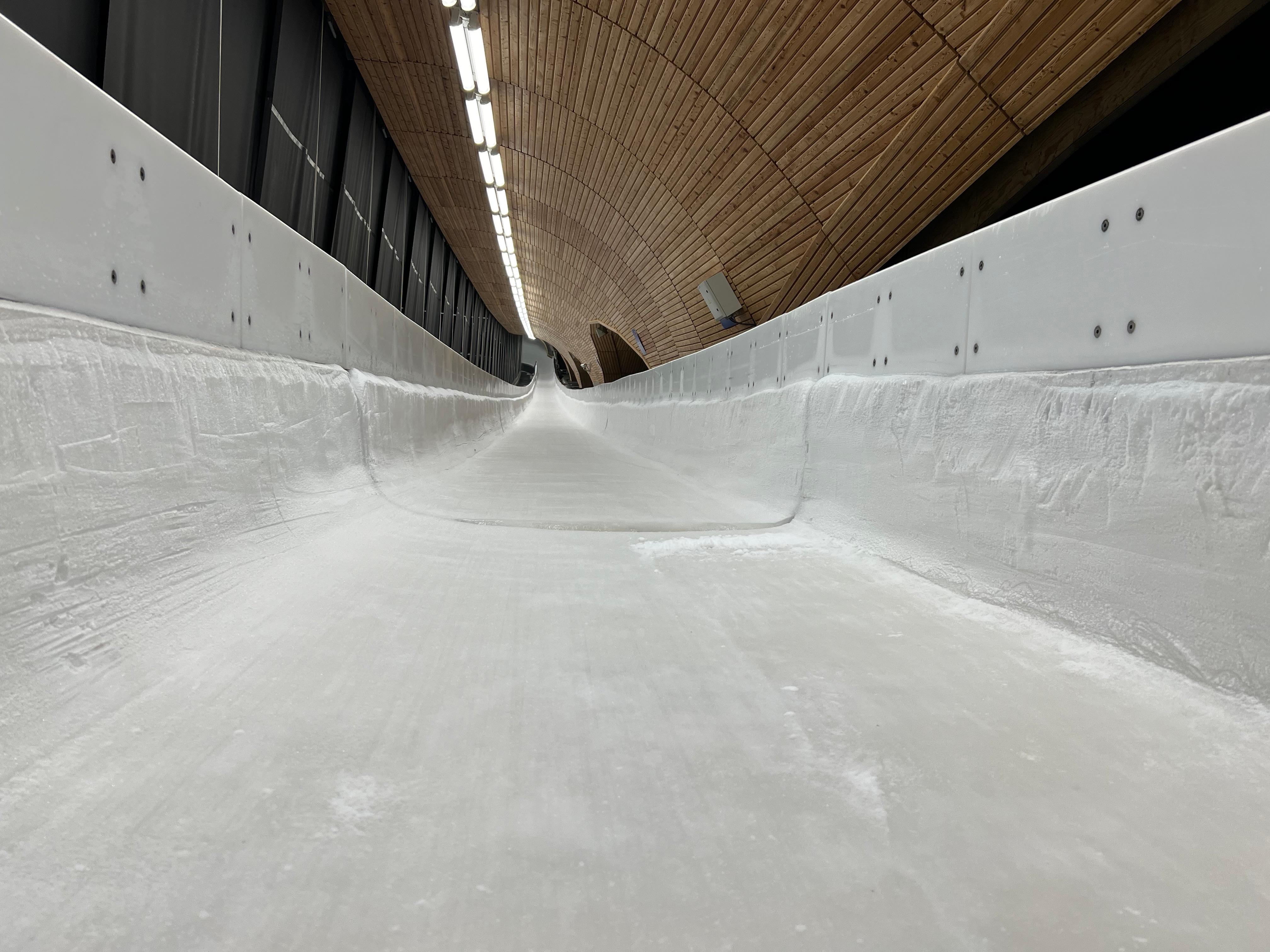
Lange Gerade

Mit der Planung des Bahnverlaufs und der Berechnung der Kurvengeometrie war ab 1968 die Staatliche Projektierung Sportbauten mit Sitz in Leipzig betraut.
Das Stuttgarter Planungsbüro Deyle, das bereits die Bahn am Königssee projektiert hatte, begann mit den Planungsarbeiten für das Kältesystem in der Bahnschale im Jahre 1969. Als Bauleiter fungierte der Bauingenieur Dieter Schmidt aus Schmiedefeld am Rennsteig, der bereits zehn Jahre vorher beim Bau der Hans-Renner-Schanze im Kanzlersgrund tätig gewesen war. Ihm oblag es auch, den Standort für die neue Bahn zu suchen. Es gab erste Überlegungen, sie parallel zur alten Wadebergbobbahn zu bauen. Dieser Standort wurde allerdings wegen der ungünstigen Südhanglage verworfen. Weitere mögliche Standorte waren das Pfanntal, der Kanzlersgrund, dort als zusätzliches Bauwerk zur Sprungschanze, und an den Fallbächen. Letzterer setzte sich schließlich durch. Dort kam unterstützend hinzu, dass ein vorhandener Wanderweg den Verlauf der Bahn schon vorgab. Probleme gab es, weil der vorgesehene Standort im Einzugsgebiet der Ohra-Talsperre lag. Schließlich kam es zur Einigung zwischen der Sportführung der DDR, den Naturschützern und den Wasserwirtschaftlern.

### Bau
Das Straßen- und Tiefbaukombinat aus Suhl begann im Mai 1970 mit den Erdarbeiten. Die Planungen hatte das Wissenschaftlich-Technische Zentrum für Sportbauten (WTZ) Leipzig vom Planungsbüro Deyle übernommen. Jugoslawische Firmen, die vorher die Hotels Panorama und Rennsteig gebaut hatten, übernahmen die Betonarbeiten. Die Einschalung der Kurven bereitete den Bauarbeitern Probleme, da sie es bisher nur mit geraden Flächen zu tun hatten. Informationen über den Bau der Königsseebahn wurden eingeholt, wo Parkettleger aus Italien die Schalungen der Kurven vor Ort ausgeführt hatten. Aus Zeitgründen war dies in Oberhof nicht möglich, da die Bahn 1971 rechtzeitig für das Training zu den Olympischen Spielen stehen sollte. Einheimische Konstrukteure und Bauingenieure lösten das Problem, indem sie durch Großrechner Querprofile der Bahn berechnen ließen, die als Stahlkonstruktion ausgeführt werden konnten.
Die Baufirma des Bauingenieurs Ulrich Müther entwickelte zusammen mit dem WTZ für Sportbauten Leipzig das Betonspritzverfahren für den Bau von Bob- und Schlittenbahnen. Dieses Verfahren kam erstmals auf der Schlittenbahn von Oberhof zur Anwendung. Auf separaten Kurvenabschnitten aus Drahtnetz wurde Beton aufgespritzt, ohne dabei eine Schalung zu verwenden. An der Stelle der späteren Bahn wurden Betonfundamente erstellt, auf die später die Stahlträger aufgesetzt wurden. Auf die Stahlträger wurden dann parallel zueinander verlaufende Kälterohre verlegt. Anschließend erhielt die Konstruktion von der Baufirma Müther ein stabilisierendes Stahlnetz. Abschnitte von jeweils 60 Meter Länge waren am Grenzadler  vormontiert und zur Baustelle transportiert worden. An der Baustelle wurden dann die einzelnen Bahnabschnitte zusammengefügt. Diese Methode war so überzeugend, dass später alle Bahnen nach diesem Baukastenprinzip errichtet wurden.

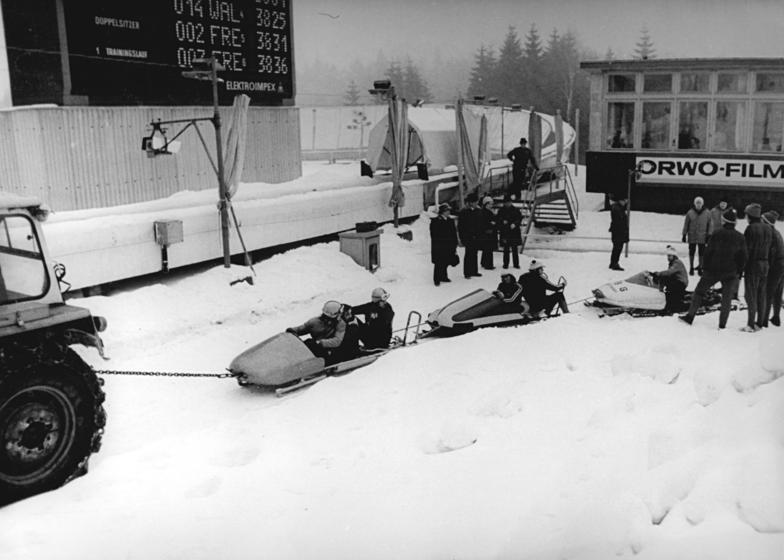
Zweierbobtransport, 1974

Ein Großteil des Stahlskeletts der Bahn war im September 1970 fertig, so dass der Beton aufgespritzt werden konnte. Es wurde ein sehr feiner Zement verwendet, damit die Betonmasse nicht auf den geneigten Flächen herunterlief. Die Einbetonierung des gesamten Stahlgerüstes geschah innerhalb von zwei Monaten vom 6. September bis 6. November. Im Winter 1970/71 folgte der Bau des Kältemaschinenhauses. Im Frühjahr 1971 wurde die Bahn erstmals probeweise vereist und Rodelversuche durchgeführt. Im März, als um die Bahn noch eine Großbaustelle war, fanden die ersten Testläufe statt. Man begann an der untersten Kurve und verlegte den Start jeweils eine Kurve nach oben, wobei sich die Geschwindigkeiten entsprechend erhöhten. Der Rennrodler Lutz Anschütz war der Erste, der von ganz oben startete. Noch bevor die Bahn fertiggestellt und getestet war, vergab der Internationale Rodelverband (FIL) die Rodelweltmeisterschaften 1973 nach Oberhof.
Die Verkabelungen wurden im Sommer 1971 vorgenommen. Im Herbst 1971 fanden weitere, meistens geheime Testfahrten statt, bei denen es zu einem Unglück kam. Der damalige Trainer Gottfried Legler wollte mit einem mit Rädern versehenen Schlitten einen Testlauf durchführen. Beim ersten Lauf gab es Kommunikationsprobleme, da noch keine Sprechfunkanlage installiert war. Gleichzeitig befanden sich Bauarbeiter in der Bahn, die einen Eisenstab zur Justierung der Lichtschranke anbrachten. Der Rodler Erich Enders raste in diese Eisenstange, hob jedoch seine Füße instinktiv an, so dass er quer über die Bahn flog. Der Schlitten wurde an der Stange zerstört. Enders blieb wie durch ein Wunder unverletzt. Das erste offizielle Training in der neuen Bahn fand im September 1971 statt. Ende des Jahres 1971 war sie fertiggestellt. Die Baukosten beliefen sich auf 35 Millionen Mark. Mit der Fertigstellung wurde die Wadebergbobbahn als letzte natürlich vereiste Bahn in Oberhof stillgelegt.

### Eröffnung
Die ersten Bahnrekorde wurden am 25. November 1971 aufgestellt. Der Oberhofer Wolfgang Scheidel kam im Einsitzer auf eine Zeit von 49,751 Sekunden. Der erste offizielle Rennlauf auf der weltweit zweiten Kunsteisbahn fand anlässlich der DDR-Meisterschaften im Rennrodeln am 18. Dezember 1971 statt. Der erste internationale Wettkampf wurde im März 1972 als Testrennen für die bevorstehende Weltmeisterschaften 1973 in Oberhof durchgeführt. Die Gastgeber gewannen mit Margit Schumann, Wolfram Fiedler und den Olympiasiegern Horst Hörnlein mit Reinhard Bredow alle Wettbewerbe. Wolfram Fiedler stellte einen neuen Bahnrekord auf, der mit 48,57 Sekunden über eine Sekunde unter der alten Bestmarke von Scheidel lag. Die Rodelbahn diente nicht nur den Profisportlern. Im Jahre 1972 fanden die Kinder- und Jugendspartakiade auf der Bahn statt. Fast jedes Winter-Wochenende gab es einen Wettbewerb auf der Bahn.

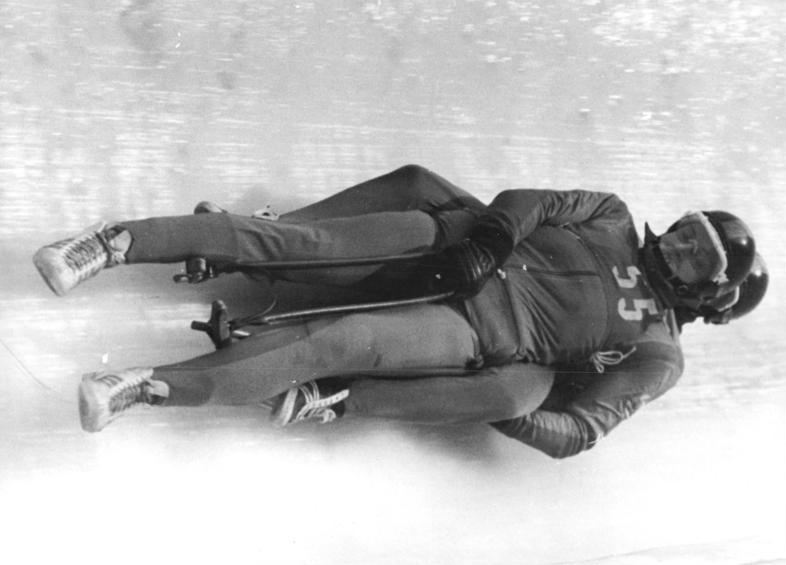
Hörnlein (vorn) und Bredow bei den DDR-Meisterschaften 1971 in Oberhof

Im Jahre 1973 fanden in Oberhof vor insgesamt 80.000 Zuschauern die Rennrodel-Weltmeisterschaften statt. Der Präsident der FIL, Bert Isatitsch, bezeichnete diese Wettkämpfe anschließend als „einen riesigen Erfolg, der in die Geschichte des Rennschlittensports eingehen wird.“ Bei den Titelkämpfen war auch eine Delegation des schwedischen Reichsportbundes anwesend. Informationschef Wolf Lyberg, stellvertretender Generalsekretär des schwedischen NOK, äußerte sich über die Weltmeisterschaften: „Diese Zuschauerzahlen an der Rennschlittenbahn! Das kann man sich einfach nicht vorstellen: an einem Veranstaltungstag über 20.000. Ich bin wirklich begeistert.“ Bis auf die Bronzemedaille im Herrendoppel, bei dem kein dritter DDR-Rodler am Start war, gewannen die Oberhofer Sportler acht der neun Medaillen. Im Herreneinzel siegte Hans Rinn, im Dameneinzel Margit Schumann; das Herrendoppel gewannen Horst Hörnlein und Reinhard Bredow.

### Bobbahn

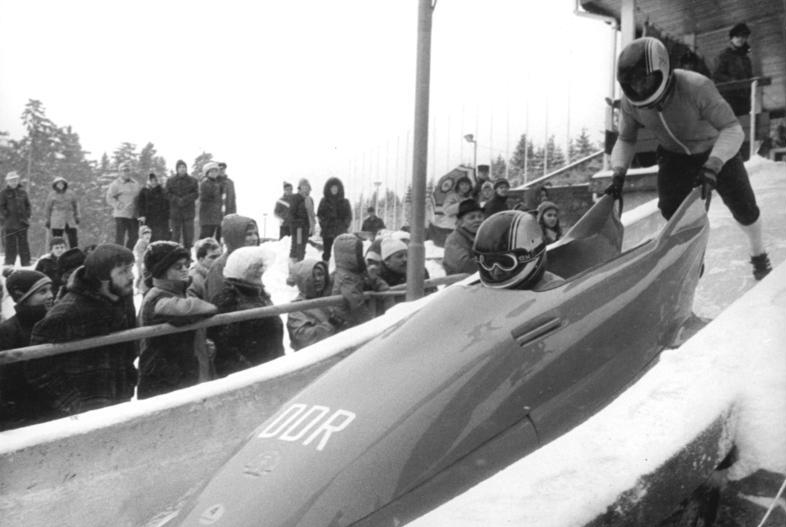
Zweierbobstart 1983

Da die Bahn von Anfang an als reine Rodelbahn konzipiert war, sind auch die einzelnen Kurvenradien sehr eng ausgelegt. Als rumänische Bobfahrer im Jahre 1973 hier einzelne Fahrten unternahmen, reifte die Idee, die Bahn auch für Bobs zu nutzen. Zunächst musste geprüft werden, ob die Bahn den stärkeren Belastungen durch die schwereren Bobs gewachsen war. Der ehemalige rumänische Europameister Ion Panțuru fuhr als einer der ersten offiziell mit einem Zweierbob die Bahn hinunter. Sein Urteil lautete, dass die Bahn als Trainingsbahn hervorragend geeignet sei. Für internationale Wettkämpfe fehlt allerdings die übliche Anschubstrecke. Für Viererbobs ist sie wegen der engen Kurven nicht benutzbar. Die ersten Bobfahrer zogen am 30. Juli 1973 in Oberhof ein. Damit wurde in Oberhof auch der Bobsport als Hochleistungssport etabliert. Im Januar 1974 gab es den ersten Wettkampf im Zweierbob mit der DDR-Meisterschaft auf der Bahn. Die Sieger waren Peter Kirchner und Roland Ebersbach. Im Jahre 1975 wurde im Zielbereich eine separate Startanlage installiert, die eine Kopie der Bobbahn von Igls in Innsbruck darstellt. Diese war zur gleichen Zeit für die Olympischen Spiele 1976 gebaut worden.

### Wettbewerbe

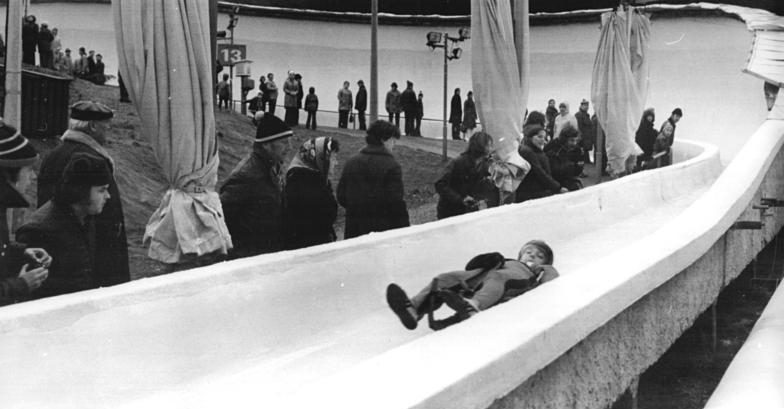
DDR-Juniorenmeisterschaften 1975

Im Jahre 1975 fanden auf der Bahn die Europameisterschaften der Junioren im Rodeln statt. Sieger der drei Wettbewerbe waren Bernhard Glass, Monika Jedamsky und Bernd Dreyer mit Peter Sauer. 1979 fanden die ersten Rennrodel-Europameisterschaften der Senioren auf der neuen Bahn statt. Die Oberhofer Sportler gewannen bei den 27. Rennrodeleuropameisterschaften am 3. und 4. Februar 1979 bis auf eine bronzene acht der neun möglichen Medaillen. Sieger wurden Hans Rinn, Melitta Sollmann und im Doppel Bernd Oberhoffner und Jörg-Dieter Ludwig vor 40.000 Zuschauern an beiden Wettbewerbstagen. Bei den Frauen gab es eine der knappsten Entscheidungen in der Rodelgeschichte. Ilona Brand führte drei Runden lang, fiel jedoch nach dem vierten und entscheidenden Durchgang um eine Hundertstelsekunde hinter Sollmann zurück.

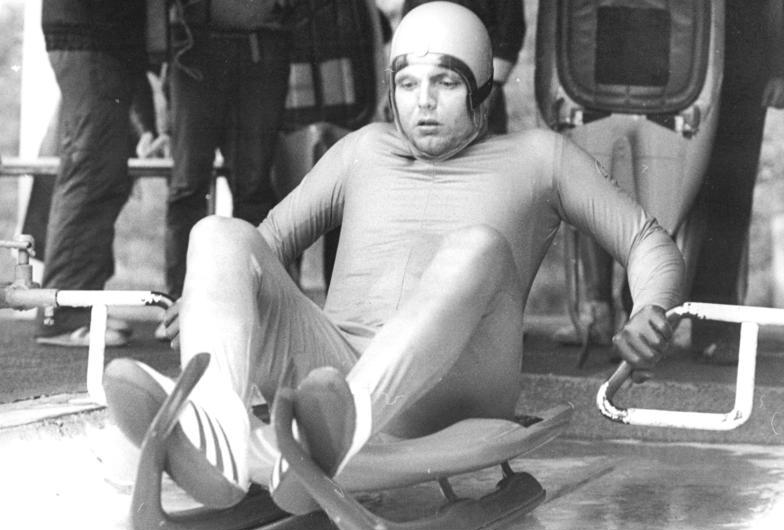
Michael Walter 1984 in Oberhof

Im Jahre 1978 kam eine künstlich vereiste Anschubstrecke hinzu. Vorher gab es bereits eine Schubstrecke für Bobs auf Rädern. Dieter Schmidt, der Bauchef der Rodelbahn, hatte dazu Schienen aus einem Bergwerk bei Ilmenau geholt. Auf der Bahn fanden mit den Jugendwettkämpfen der Freundschaft, der Meisterschaften der Militärsportorganisation der Armeen des Warschauer Pakts (SKDA) 1981 und der SKDA-Spartakiade im Jahre 1983 drei Wettbewerbe für den Rennnachwuchs statt. Im Jahre 1985 wurde auf der Oberhofer Bahn die zweiten Rennrodel-Weltmeisterschaften durchgeführt. Die Oberhofer gewannen wiederum acht von neun Medaillen. Sieger waren Michael Walter, Steffi Martin und im Herrendoppel Jörg Hoffmann mit Jochen Pietzsch. Die vorerst letzten Wettbewerbe auf der Rodelbahn fanden 1996 mit dem Finale des Rodelweltcup am 17. und 18. Februar statt. Danach wurde die Bahn gesperrt und umgebaut. Den letzten Bahnrekord auf der alten Bahn hielt Jens Müller aus Oberhof mit 44,283 Sekunden, aufgestellt am 6. Dezember 1987. Bei den Frauen lag der Rekord bei 41,289 Sekunden durch Gabriele Kohlisch aus Oberwiesenthal am 6. Dezember 1989.

### Skeleton
Bereits Mitte der 1980er Jahre strebte die Fédération Internationale de Bobsleigh et de Tobogganing (FIBT) danach, Skeleton wieder in das olympische Programm aufzunehmen, was erst bei den Olympischen Winterspielen 2002 gelang. Um bei diesen Wettkämpfen dabei sein zu können, etablierte sich in Oberhof in den 1990er Jahren auch Skeleton, für das sich die Bahn gut eignete. Im Jahre 1993 fand der erste Skeleton-Weltcup auf dieser Bahn statt.

### Betrieb und Umbauten seit den 1990er Jahren

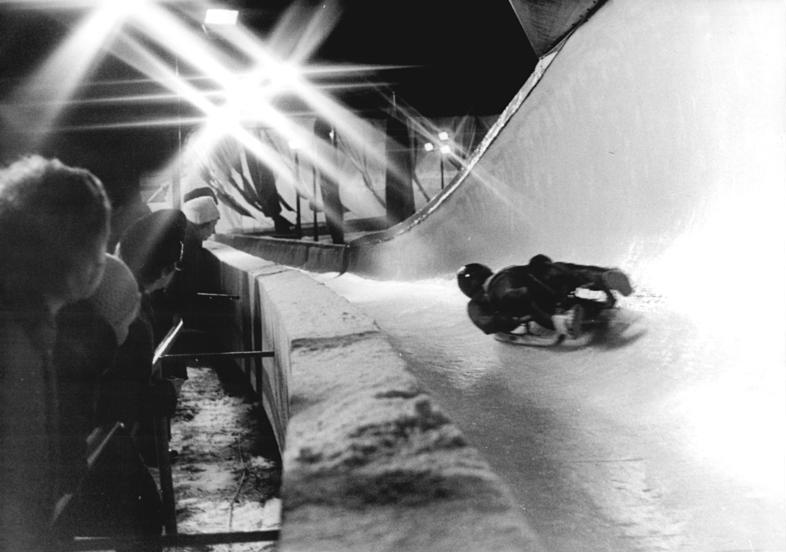
Nachtfahrt 1975

25 Jahre nach der ersten Fertigstellung musste die Oberhofer Rodelbahn 1996 modernisiert werden. Im Rodelsport hatte sich in diesem Zeitraum viel getan: neue Materialien, aerodynamische Anzüge und verbesserte Trainingsmethoden; der Rekord im Herreneinzel hatte sich in diesem Zeitraum um mehr als sechs Sekunden verbessert. Die in der Eisrinne erreichten Geschwindigkeiten wurden immer höher. Die engen Kurvenradien bedeuteten eine große Gefährdung der Sportler, die vor allem mit der Kombination der Kurven 11 und 12 Probleme hatten. Diese Kurvenpassagen mussten nun umgebaut werden, Kurve 12 wurde weiter nach außen verlegt; die Anschlusskurven 11 und 13 wurden entsprechend angepasst. Wegen der hohen Geschwindigkeiten im Zielbereich musste die Auslaufsteigung verändert werden. Das Stuttgarter Planungsbüro Deyle hatte die Projektierung der Umbauarbeiten wieder übernommen. Die Baufirmen kamen überwiegend aus dem Thüringer Raum. Die Kosten der Umbauarbeiten von April bis Oktober 1996 beliefen sich auf 4,66 Millionen Mark, wobei etwa drei Millionen vom Bund und knapp 1,7 Millionen vom Freistaat Thüringen getragen wurden. Der Landkreis Schmalkalden/Meiningen beteiligte sich mit 260.000, die Stadt Oberhof mit 80.000 Mark. Erst ab 1997 konnte auf der Bahn wieder trainiert werden.

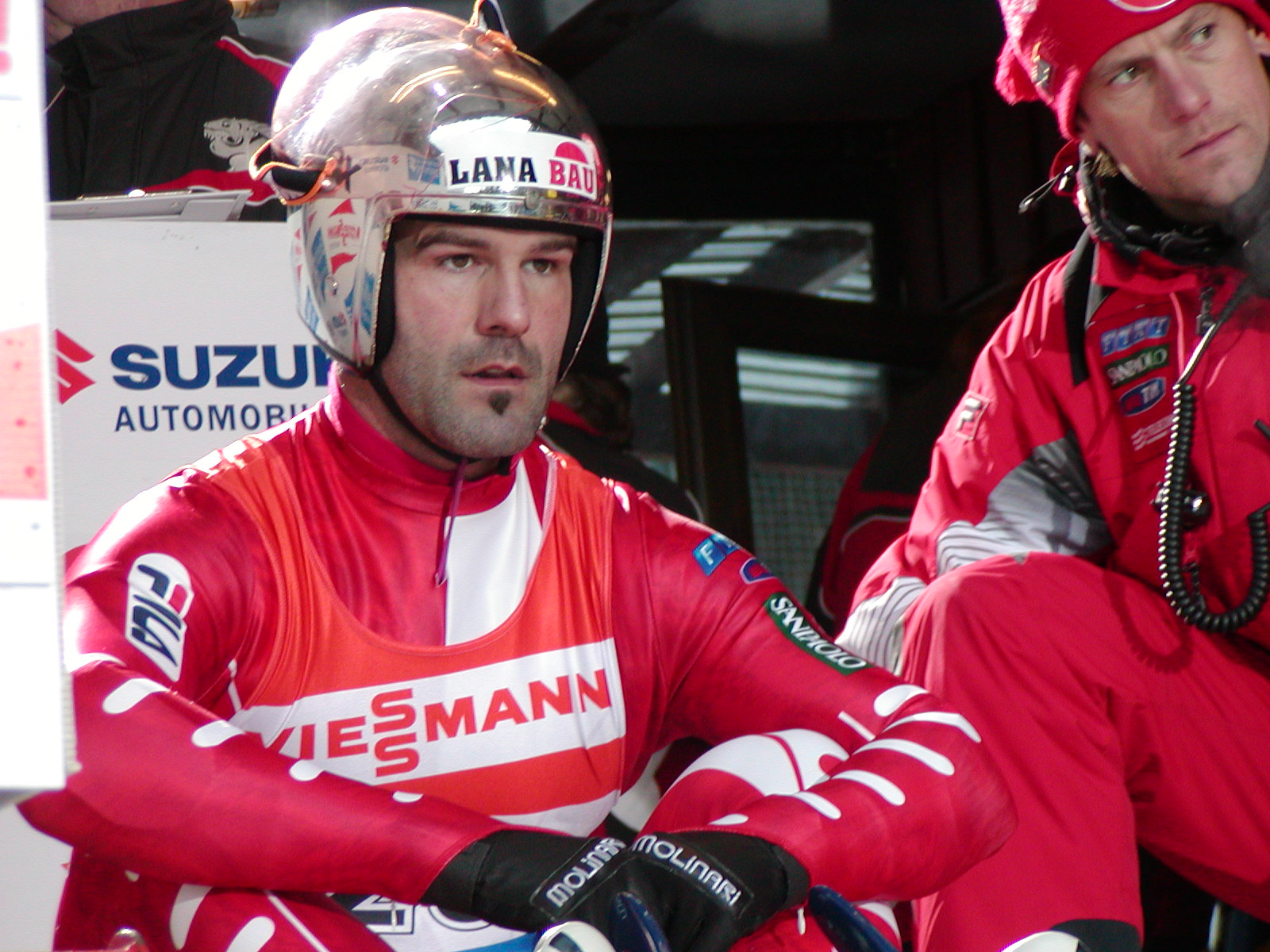
Armin Zöggeler am Start beim Rodel-Weltcup 2005 in Oberhof

Seit der Saison 1996/97 gab es aufgrund der Bahnverlängerung in allen Disziplinen neue Rekorde. Die Bahnlänge, vom Herrenrodelstart aus gesehen, verlängerte sich von 1032,89 auf 1063,50 Meter. 1997 wurde wieder ein Weltcupwettbewerb im Rennrodeln auf der Oberhofer Bahn ausgetragen. In diesem Jahr fanden hier auch die Junioren-Weltmeisterschaften statt. Ein Jahr später, 1998, fand die Rennrodel-Europameisterschaft hier statt, bei der bei den Männern Markus Prock aus Österreich, bei den Frauen Silke Kraushaar und Stefan Krauße mit Jan Behrendt im Rennduo siegten.
Seit 1999 vergibt der FIL jährlich einen Rennrodel-Weltcup nach Oberhof. Zwischen 2001 und 2003 wurden kleinere Rekonstruktionen an der Bahn durchgeführt: im Zielbereich wurde eine neue Startanlage für das Training des Bobstarts gebaut,, 2002 und 2003 wurden die Ammoniak-Leitungen erneuert und schließlich wurde die Kurve 14 (Köstritzer Kreisel) für Besucher begehbar gemacht.
Im Jahre 2004 fanden auf der Oberhofer Bahn die 39. Rennrodel-Europameisterschaft statt. Die Siege gingen an Armin Zöggeler aus Italien, Silke Kraushaar aus Oberhof und Steffen Skel mit Steffen Wöller im Zweierrodel. Die Teamwertung gewannen Jan Eichhorn, Silke Kraushaar, Steffen Skel und Steffen Wöller.

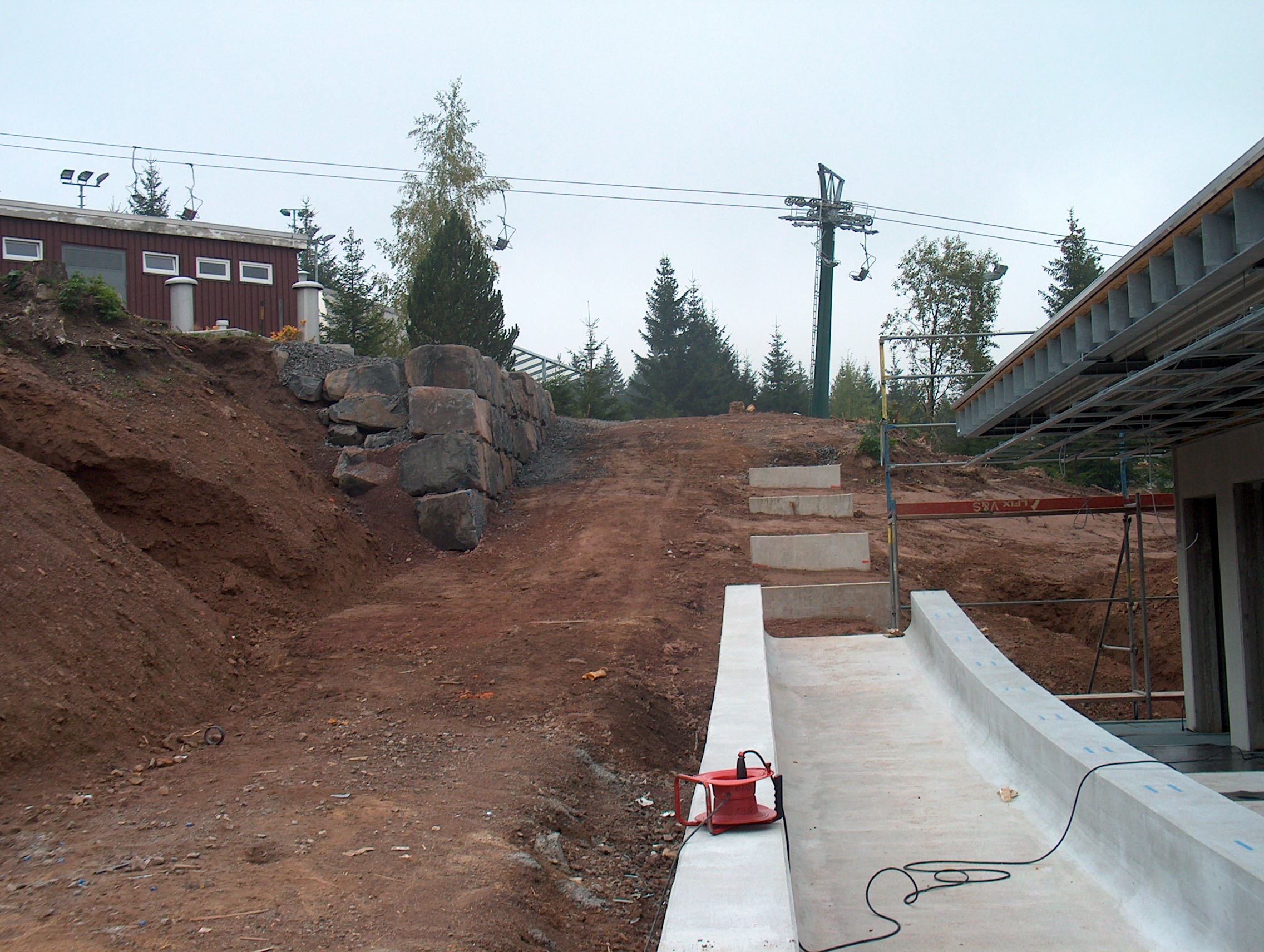
Neuer Auslauf an der Bahn im Jahre 2007

Ab März 2006 fanden Profilarbeiten statt und je ein Herren-, Damen- und Wiegehaus wurden errichtet. Die Kurvenabdeckungen und der Wetterschutz der Bahn wurden saniert, die Skilift-Überdachung erweitert und eine Zwischenstartrampe gebaut. Die Wettkampflänge der Bahn verlängerte sich auf 1069,70 Meter, die Gesamtlänge mit Auslauf beträgt nun 1354,50 Meter. Die Umbauarbeiten zogen sich bis zum Winter 2006/07 hin und kosteten etwa fünf Millionen Euro. Davon übernahm der Bund 2,8 Millionen, das Land zwei Millionen und der Landkreis 256.000.
Für die Rennrodel-Weltmeisterschaften 2008 installierten die Bahnbetreiber im Zielbereich eine mobile Tribüne für 1000 Zuschauer sowie drei Videowände und eine neue Anzeigetafel. Insgesamt verfolgten zwischen 10.000 und 20.000 Zuschauer an der Bahn die zweitägigen Meisterschaftsläufe.
Die deutschen Rodler gewannen bei diesen Wettkämpfen neun von zehn möglichen Medaillen. Im Männereinzel siegte Felix Loch vor drei weiteren Deutschen, was einen Vierfachsieg und den ersten Dreifacherfolg eines Landes bei Weltmeisterschaften seit 1985 bedeutete. Die beste deutsche Rodlerin war Tatjana Hüfner vor weiteren deutschen Frauen. Bei den Doppelsitzern siegten André Florschütz und Torsten Wustlich. Am letzten Tag gewannen die Deutschen den Mannschaftswettbewerb. Eine Bronzemedaille im Doppelsitzer ging als einzige Medaille an ausländische Rodler.
Von April 2020 bis November 2022 wurde die Bahn modernisiert, es war mit Investitionen in Höhe von 31,5 Mio. Euro geplant worden, die sich der Freistaat Thüringen und das Bundesinnenministerium teilen. Im Anschluss an die Modernisierung fanden die Rennrodel-Weltmeisterschaften 2023 auf der Anlage statt.